# Chikkapura, Malur
Chikkapura là một làng thuộc tehsil Malur, huyện Kolar, bang Karnataka, Ấn Độ.